# 고삼 나들목
고삼 나들목(Gosam IC)은 경기도 안성시 고삼면 삼은리에 설치된 세종포천고속도로의 13번 교차로(나들목)이다.

## 역사
- 2018년 7월 19일 : 2022년까지 분기점 신설을 위해 안성시 도시계획시설 교통광장에 금광면 장죽리 일원을 안성바우덕이 휴게소로 고시[1]
- 2019년 1월 30일 : 안성시 도시계획시설 교통광장에 금광면 장죽리 일원을 안성바우덕이 나들목으로 변경 고시[2]
- 2025년 1월 1일 : 세종포천고속도로 남안성 ~ 남구리 구간 개통과 함께 통행 개시[3]

## 구조물 정보
- 위치 : 경기도 안성시 고삼면 삼은리

## 접속하는 도로
- 삼은길